# 乔瓦尼·托蒂
乔瓦尼·托蒂（義大利語：Giovanni Toti，2000年12月28日—），意大利男子羽毛球運動員。

## 簡歷
12歲起在家鄉基亚里接觸羽球。
2017年6月，乔瓦尼·托蒂出戰毛里裘斯羽毛球國際賽，與法比奥·卡波尼奥合作贏得男子雙打比賽冠軍。

## 主要比賽成績
只列出曾進入準決賽的國際賽事成績：
| 年份   | 賽事                         | 公開賽級別 | 項目     | 拍檔            | 成績   |
| ------ | ---------------------------- | ---------- | -------- | --------------- | ------ |
| 2017年 | 毛里裘斯羽毛球國際賽         | 國際系列賽 | 男子雙打 | 法比奥·卡波尼奥 | 冠軍   |
| 2018年 | 阿根廷羽毛球國際賽           | 未來系列賽 | 男子單打 | －              | 亞軍   |
| 2018年 | 阿根廷羽毛球國際賽           | 未來系列賽 | 男子雙打 | Enrico Baroni   | 冠軍   |
| 2018年 | 青年奧林匹克運動會羽毛球比賽 | 其他       | 混合團體 | －              | 金牌   |
| 2020年 | 葡萄牙羽毛球國際賽           | 國際系列賽 | 男子雙打 | Enrico Baroni   | 準決賽 |
| 2021年 | 斯洛文尼亞羽毛球未來系列賽   | 未來系列賽 | 男子單打 | －              | 亞軍   |
| 2021年 | 斯洛文尼亞羽毛球未來系列賽   | 未來系列賽 | 男子雙打 | 法比奥·卡波尼奥 | 準決賽 |
| 2021年 | 墨西哥羽毛球國際賽           | 國際系列賽 | 男子雙打 | 法比奥·卡波尼奥 | 亞軍   |
| 2021年 | 薩爾瓦多羽毛球國際賽         | 國際系列賽 | 男子雙打 | 法比奥·卡波尼奥 | 亞軍   |
| 2022年 | 聖但尼羽毛球公開賽           | 國際挑戰賽 | 男子單打 | －              | 準決賽 |
| 2022年 | 危地馬拉羽毛球國際系列賽     | 國際系列賽 | 男子單打 | －              | 冠軍   |
| 2023年 | 秘魯羽毛球國際挑戰賽         | 國際挑戰賽 | 男子單打 | －              | 準決賽 |
| 2023年 | 委内瑞拉羽毛球國際賽         | 國際系列賽 | 男子單打 | －              | 冠軍   |
| 2023年 | 秘魯羽毛球國際系列賽         | 國際系列賽 | 男子單打 | －              | 準決賽 |
| 2023年 | 危地馬拉羽毛球國際系列賽     | 國際系列賽 | 男子單打 | －              | 亞軍   |
| 2023年 | 蘇利南羽毛球國際賽           | 國際系列賽 | 男子單打 | －              | 亞軍   |
| 2023年 | 薩爾瓦多羽毛球國際賽         | 國際挑戰賽 | 男子單打 | －              | 準決賽 |

| 2007-2017年 | 首要超級賽 | 超級賽 | 黃金大獎賽 | 大獎賽 | 國際挑戰賽 | 國際系列賽 | 未來系列賽 | 其他 |

| 2018-2026年 | 總決賽 | 超級1000賽 | 超級750賽 | 超級500賽 | 超級300賽 | 超級100賽 | 國際挑戰賽 | 國際系列賽 | 未來系列賽 | 其他 |

### 奧運會和世錦賽參賽紀錄
|          | 2023 | 2024       |
| -------- | ---- | ---------- |
| 男子單打 | 64強 | 小組第二名 |